# مؤسسة فريدوم أوف ذا برس
مؤسسة فريدوم أوف ذا برس (بالعربية: مؤسسة حرية الصحافة، وبالإنجليزية: Freedom of the Press Foundation) هي منظمة غير ربحية تأسست في عام 2012 لتمويل ودعم حرية التعبير وحرية الصحافة.

## رؤساؤها
وتولى رئاسة هذه المنظمة صحفيين ينتمون للإعلام الرئيسي والإعلام البديل مثل دانيال إلسبرغ وكزيني خاردين، بالإضافة إلى ناشطين ومشاهير وصانعي أفلام.

## أهدافها
هذا وقد أعلنت المنظمة أن رسالتها هي المساعدة في «تعزيز وتمويل صحافة من أجل المصلحة العامة تتسم بالعدوانية وتركز على فضح سوء الإدارة والفساد ومخالفة القوانين في الحكومة»،
كما تقدم وسيلة للتمويل من خلال التعهيد الجماعي لموقع ويكيليكس والمنظمات الصحفية المستقلة. وتتضمن المنظمات المدعومة ويكيليكس وأخبار ماكروك (MuckRock News) وأرشيف الأمن القومي (National Security Archive) وذا أبتيك (The UpTake) ومكتب الصحافة الاستقصائية (The Bureau of Investigative Journalism)، ومركز النزاهة العامة (Center for Public Integrity) وتروث أوت (Truthout).

## شروط الدعم
وتهدف هذه المؤسسة إلى تحديد أولويات الدعم للمنظمات والأفراد الذين يحتاجون إلى تمويل أو الذين يواجهون عقبات تحول دون حصولهم على دعم بأنفسهم.
وتحدد مؤسسات فريدوم أوف ذا برس المنظمات والأفراد التي تدعمها وفقًا لأربعة معايير:
1. سجل من الانخراط في صحافة الشفافية أو دعمها بطريقة مادية، بما في ذلك دعم المبلغين عن المخالفات؛
2. جدول أعمال المصلحة العامة؛
3. المنظمات أو الأفراد الذين تعرضوا لهجوم بسبب عملهم في صحافة الشفافية؛
4. الحاجة إلى الدعم.

وفي مايو 2013، بدأت مؤسسة فريدوم أوف ذا برس جمع التبرعات لتوظيف مختزل محكمة محترف لكتابة النصوص أثناء محاكمة الجندي برادلي مانينغ، بعد رفض الحكومة إتاحة النصوص أمام الجمهور.

## وصلات خارجية
- الموقع الرسمي